# Jan Kazimierz Kosiński
Jan Kazimierz Kosiński (ur. 29 czerwca 1916 w Warszawie, zm. 30 września 1974 tamże) – polski scenograf teatralny, teatrolog, eseista.

## Życiorys
Urodził się w rodzinie Kazimierza, nauczyciela polonisty, literata, historyka literatury, i Aleksandry Eugenii z Chodnikiewiczów.  Po ukończeniu gimnazjum, w latach 1934–1937 studiował malarstwo i scenografię w warszawskiej ASP u M. Kotarbińskiego i W. Daszewskiego i równocześnie w PIST (1936–1937). W 1937 na Międzynarodowej Wystawie Sztuki i Techniki w Paryżu otrzymał złoty medal. Był związany z teatrami Warszawy, choć współpracował także z innymi, np. Starym Teatrem za dyrekcji A. Pronaszki. Był współautorem widowisk.
Ważniejsze scenografie:
- Dobry człowiek z Seczuanu B. Brecht (1956)
- Wizyta starszej pani F. Dürrenmatt (1958)
- Kartoteka T. Różewicz (1960)
- Kroniki królewskie S. Wyspiański (1968)

12 sierpnia 1941 ożenił się z Marią Janiną z Łodyńskich (1916–2008), historykiem sztuki.
Zmarł w Warszawie, pochowany na cmentarzu Wojskowym na Powązkach (kwatera A35-4-12).

## Ordery i odznaczenia
- Krzyż Oficerski Orderu Odrodzenia Polski (11 lipca 1955)[3]
- Medal 10-lecia Polski Ludowej (19 stycznia 1955)[4]

## Nagrody
- Państwowa Nagroda Artystyczna II stopnia w dziale teatru (zespołowa) za opracowanie plastyczne opery Halka Moniuszki w Państwowej Operze w Poznaniu (29 lipca 1950)[5]
- Nagroda Państwowa III stopnia za projekt i wykonanie w roku 1951 i 1952 dekoracji teatralnych do sztuk: Stefana Żeromskiego Sułkowski w Państwowym Teatrze Narodowym im. Wojska Polskiego w Warszawie i Fryderyka Schillera Intryga i Miłość w Państwowym Teatrze Polskim w Warszawie (1952)[6]
- Nagroda Ministra Kultury i Sztuki II stopnia za scenografię do oper Król Edyp i Persefona Igora Strawińskiego w Operze Warszawskiej oraz przedstawienia Prometeusz skowany Ajschylosa w Teatrze Polskim w Bydgoszczy (1962)
- Nagroda im. Tadeusza Boya-Żeleńskiego za całokształt twórczości w dziedzinie scenografii (1969)
- Nagroda Ministra Kultury i Sztuki za działalność artystyczną i pedagogiczną (1972)